# Rapid onset gender dysphoria
Rapid onset gender dysphoria (ROGD) is een controversiële, onbewezen hypothese die stelt dat transgender identiteiten en genderdysforie bij jongeren in sommige gevallen veroorzaakt zouden worden door groepsdruk en sociale besmetting.
ROGD is geen officiële medische diagnose, en het bestaan van dit fenomeen is nooit wetenschappelijk ondersteund.
De kern van ROGD-argumenten is dat transgender personen een vorm van sociale invloed, meer specifiek sociale besmetting, van vriendengroepen zouden ondergaan, gesterkt door onderliggende psychische aandoeningen en verhoogd internet- en sociale mediagebruik. De term ROGD is in 2018 geïntroduceerd in een onderzoek gepubliceerd door Lisa Littman, een dokter verbonden aan de Brown-universiteit in de verenigde staten. Deze studie heeft een aantal methodologische problemen, met name dat de paper alleen de informatie van ouders verzamelde en dat er mogelijk sprake is van een selectiebias. De studie werd later ingetrokken en opnieuw gepubliceerd met correcties, waaronder een verduidelijking dat de studie alleen als doel had de ervaringen van ouders te beschrijven, en dat het bestaan van ROGD niet op basis van deze resultaten kan worden aangetoond.
ROGD poogt een verklaring te bieden waarom het aantal jongeren en adolescenten die toekennen transgender, non-binair of andere gender-non-conforme genderidentiteiten te hebben stijgt sinds 2010 en dat ouders van transgender jongeren vaak verrast zijn als ze leren dat hun kinderen transgender zijn, terwijl die ouders voor die tijd nooit transgender gedrag bij de jongere hebben opgemerkt. De meeste professionele organisaties erkennen het bestaan van ROGD niet. Het is onderdeel in het politiek-maatschappelijk debat over transgender personen en hoe de transgenderzorg ingericht moet worden, waar ROGD wordt aangehaald als argument om de transgenderzorg anders in te richten. Voorstanders van de huidige transgenderzorg zien het als een politisering van het onderwerp met het doel gebruik te maken van wetenschappelijke termen om de aangetoonde voordelen van genderbevestigende zorg af te wijzen.

## Achtergrond
Sinds 2007 is het aangeven van en zorg vragen voor genderdysforie onder tieners aanzienlijk toegenomen. In het Verenigd Koninkrijk is het aantal adolescenten dat aangeeft genderdysfoor te zijn tussen 2007 en 2017 met 4000% toegenomen. De Verenigde Staten bedraagt deze stijging 1000%. Daarnaast is er ook in Zweden sprake van een stijging.
Een stijging is ook te zien in Nederland en in België. Tot ongeveer 2013 ging het om enkele tientallen jongeren per jaar die een volledige transitie ondergingen. Dit aantal steeg in de jaren tussen 2018 en 2021 exponentieel tot ongeveer 500 jongeren in de categorie tot en met zeventien jaar. Het aantal volwassenen verdubbelde in die periode ook, van wie een groot deel tussen de achttien en dertig jaar is. Tussen oktober 2019 en juli 2022 steeg het aantal aanmeldingen voor transgenderzorg van 2820 naar 8630.
Een studie van het VUmc uit 2019 laat zien dat de huidige groep adolescenten die zich aanmeldt bij de Amsterdamse genderpoli dezelfde demografische achtergrond en dezelfde intensiteit van genderdysforie heeft als jongeren die eerder werden gediagnosticeerd. Wel melden zich in de laatste jaren meer mensen die het vrouwelijk geslacht toegewezen hebben gekregen dan mensen die het mannelijk geslacht is toegewezen. Omdat hun diagnostisch en demografisch profiel overeenkomt met adolescenten die voor de toename van de wachttijd werden behandeld, wordt dezelfde behandeling geboden. De onderzoekers vermoeden dat meer geboren meisjes zich aanmelden, omdat het voor hen sociaal geaccepteerder is om zich mannelijker op te stellen dan het is voor geboren jongens om zich vrouwelijker op te stellen.
Volgens het onderzoek bestaat er wel een significant verschil tussen de eerdere groep adolescenten en de huidige als het op psychologisch functioneren aankomt. De huidige groep jongeren heeft namelijk over het algemeen minder comorbiditeiten dan de groep vóór de toename van de wachttijd. Om die redenen concludeert de studie dat de groeiende vraag naar genderzorg onder adolescenten waarschijnlijk toe te schrijven is aan het feit dat meer jongeren hulp zoeken voor hun genderdysforie en niet omdat dokters eerder een referentie geven of omdat standaarden veranderen.

### ROGD
In augustus 2018 publiceerde Lisa Littman een studie in PLOS ONE waarin ouders van transgender kinderen ondervraagd werden over hun ervaringen. In de studie van Littman rapporteerden ouders dat hun kinderen, die hun geboortegeslacht nooit eerder ter discussie hadden gesteld, plotseling zeiden transgender te zijn nadat een of meer leden van hun vriendengroep hetzelfde hadden gedaan. Het onderzoek was niet onder de kinderen zelf uitgevoerd, maar alleen gebaseerd op een enquête onder ouders van die kinderen. Er kwam kritiek op deze werkmethode. Hoewel dit een gebruikelijke methode is, moet er rekening gehouden worden dat in dit geval deze relatief onbetrouwbaar is, omdat veel jongeren hun gendertwijfels enige tijd voor zichzelf houden, waardoor de ontwikkeling voor ouders veel plotselinger kan lijken dan deze in werkelijkheid is. Ook was er kritiek op de manier waarop de informatie verzameld was, die mogelijk tot een selectiebias geleid zou hebben, omdat de vragenlijst waarop de studie gebaseerd is vooral werd geadverteerd op websites voor ouders met een negatieve houding tegenover transgender jeugd.
Na kritiek op de methodologie en uitleg van het onderzoek trok PLOS ONE het artikel weer in. Na correcties werd in maart 2019 een nieuwe versie gepubliceerd. Deze was inhoudelijk grotendeels gelijk qua gepresenteerde data, analyse en conclusie aan de oorspronkelijke. Littman gebruikte oorspronkelijk de term cluster outbreak. In een herziene versie van het onderzoek is die specifieke term verwijderd. Ook is verduidelijkt dat ROGD geen diagnose is, dat de studie alleen bedoeld is om de ervaringen van ouders te omschrijven, en dat de studie op basis van de resultaten het bestaan van ROGD niet kan valideren. De centrale conclusie van de studie bleef gelijk aan de oorspronkelijke en is dat er meer onderzoek nodig is naar het effect van sociale beïnvloeding, slechte copingmechanismen, de houding van de ouders en de gezinsdynamiek op de ontwikkeling en duur van genderdysforie bij pubers en jonge volwassenen.

### Onderzoek
Nadien werden er nog een aantal studies over ROGD teruggetrokken omdat er kritiek kwam. Volgens wetenschappers wordt onderzoek naar ROGD door activisten tegengewerkt wat het onderzoek naar ROGD lastig maakt.

## Debat
De meeste wetenschappers stellen dat er geen wetenschappelijke basis is voor het idee dat sociale besmetting tot genderdysforie kan leiden.  De instanties die het beleid uitstippelen voor genderbevestigende zorg erkennen het bestaan van ROGD niet. In het debat in de media over genderdysfore jongeren en de inrichting van de transgenderzorg wordt ROGD volgens hen aangehaald als argument om de transgenderzorg te stigmatiseren of te beperken.
Enkele onderzoekers, onder wie Littman zelf, beweren daarentegen dat ROGD inmiddels een internationaal erkend verschijnsel is en dat het onder jongere respondenten van een onderzoek veel voorkomt. Bij een ander onderzoek zei 53 procent van de in totaal 78 ondervraagde jonge detransitioners aan ROGD te hebben geleden.
Een aantal onderzoeken concludeert dat het idee dat kinderen zich als trend of onder invloed van vrienden identificeren als transgender, niet klopt. Een onderzoek uit 2021 concludeert dat de familiesituatie de grootste invloed heeft op wanneer een kind uit de kast komt. Het is mogelijk dat het idee van rapid onset of gender dysphoria ontstaan is door ouders die onzeker zijn over de transitie van hun kind, aangezien het voor ouders best schokkend kan zijn dat hun kind uit de kast komt. Een kind kan immers jarenlang twijfelen aan hun genderidentiteit zonder dat de ouders daar iets van horen, zeker als het kind verwacht dat de ouders negatief zullen reageren. Dan kan de genderdysforie voor ouders plotseling lijken, terwijl het dat in feite niet is. 

### Niet bewezen hypothese
WPATH, AAP en Endocrine Society zijn in de Verenigde Staten de drie grote instanties die het beleid voor transgenderzorg aanbevelen. Alle drie deze organisaties erkennen ROGD niet.
WPATH erkent ROGD niet, maar noemde sociale invloed wel in de Standards of Care 8, gepubliceerd in september 2022. Voor een kleine subset van de adolescenten zouden sociale factoren van invloed kunnen zijn op hun genderidentiteit. De organisatie tekende aan dat dit niet zomaar mag worden aangenomen en dat er wat datasets hierover betreft selectieproblemen spelen die zo'n aanname problematisch maken. Ze beveelt wel aan dat jongeren deels een diepgaande evaluatie ondergaan, zodat artsen “onderscheid kunnen maken tussen iemands genderidentiteit die duidelijk en duurzaam is en een identiteit die sociaal beïnvloed kan worden”, aldus Eli Coleman, directeur van de University of Minnesota Medical School’s Institute for Sexual and Gender Health, dat toezicht hield op de update van de WPATH-richtlijnen.

### Voorstanders
De ROGD-theorie van Littman wordt ondersteund door de wetenschapper Kenneth Zucker  en schrijver Abigail Shrier, en Helen Joyce,. Shrier publiceerde het boek Irreversible Damage dat grotendeels over dit onderwerp gaat. In maart 2023 publiceerde de Amerikaanse psycholoog J. Michael Bailey, als voorstander van die theorie, een artikel in Archives of Sexual Behaviour (IASB) over rapid onset genderdysforie, wat tot grote controverse leidde. Het artikel werd ingetrokken omdat Bailey geen toestemming had gevraagd aan de respondenten om ze in zijn onderzoek te betrekken.